# Óriás aranyvakond
Az óriás aranyvakond (Chrysospalax trevelyani) az emlősök (Mammalia) osztályának az Afrosoricida rendjébe, ezen belül a Chrysochloridea alrendjébe, az aranyvakondfélék (Chrysochloridae) családjába és a Chrysochlorinae alcsaládjába tartozó faj.
A Chrysospalax emlősnem típusfaja.

## Előfordulása

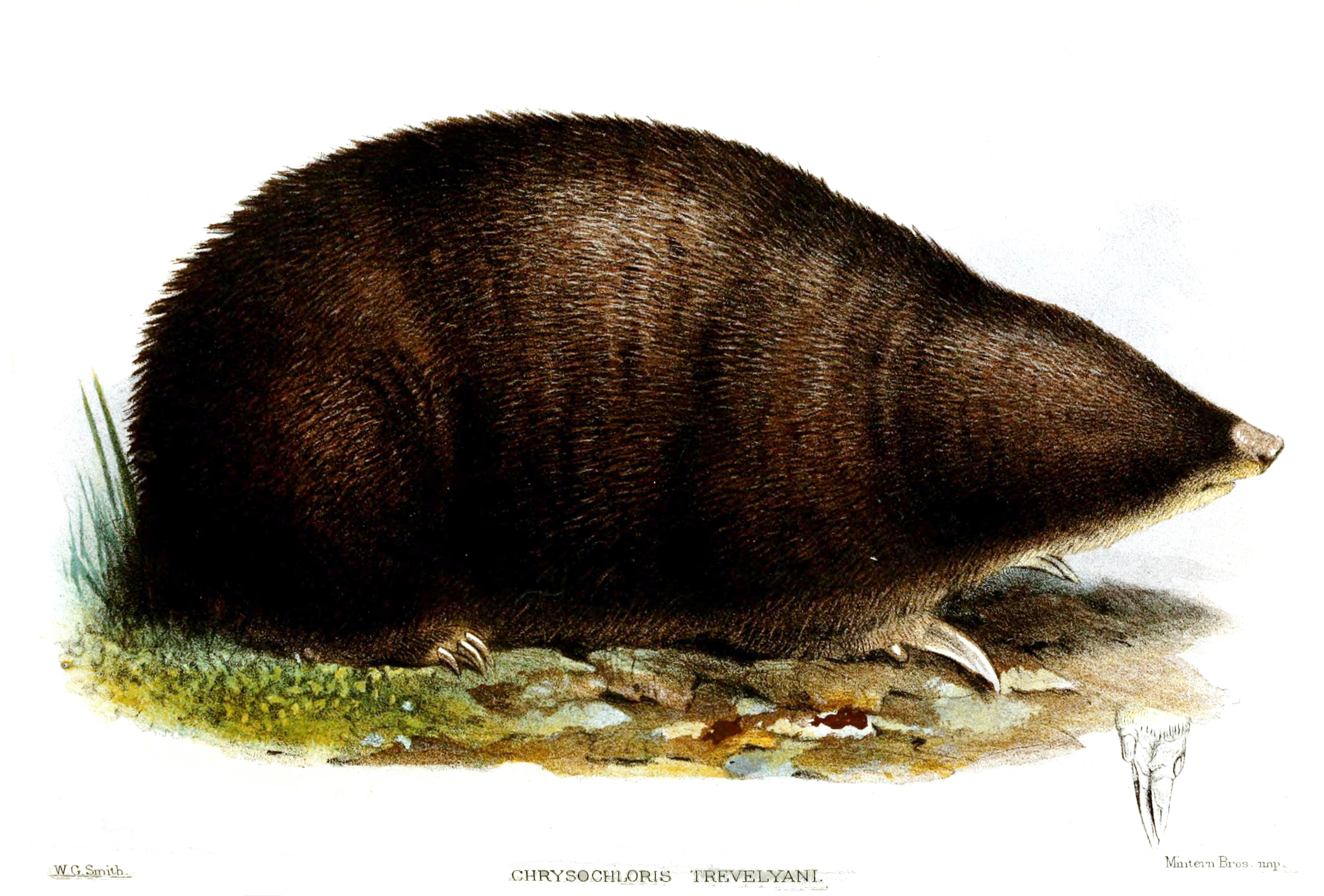
Korábbi rajz az állatról

Az óriás aranyvakond a Dél-afrikai Köztársaság egyik endemikus állata. Kizárólag Kelet-Fokföld (Eastern Cape) erdős részein fordul elő.
Az első példányt Herbert Trevelyan gyűjtötte be, miközben a British Kaffrariában levő King William's nevű város mellett vadászott. Az állat tudományos fajnevét róla kapta.

## Megjelenése
Az állat fej-testhossza 25,4 centiméter. Testének felső részén a szőrzet sötét csokoládébarna, míg alsó részén fehéres színű. Karmai és ajkai is fehéresek. Az óriás aranyvakond vak, továbbá hiányoznak a külső fülei és a farka.

## Életmódja
Az óriás aranyvakond élete legnagyobb részét a táplálkozással tölti. A talajban „úszva” keresi táplálékát, a földben élő gerincteleneket.

## Rokon faj
Ennek az állatnak a legközelebbi rokona és a Chrysospalax emlősnem másik faja, a borzasszőrű aranyvakond (Chrysospalax villosus).

### Fordítás
- Ez a szócikk részben vagy egészben  a   Giant golden mole című angol Wikipédia-szócikk ezen változatának fordításán alapul.  Az eredeti cikk szerkesztőit annak laptörténete sorolja fel. Ez a jelzés csupán a megfogalmazás eredetét és a szerzői jogokat jelzi, nem szolgál a cikkben szereplő információk forrásmegjelöléseként.